# Грушка Павло
Грушка Павло (1840?-1883?) — сліпий кобзар, родом із м. Дергачі, Харківшина.
Г. Хоткевич його знав як дядько Павло. Жив у Дергачах навпроти будинку купця Михайлова. Для нього зробив бандуру А. Мова. Залишив великий вплив на молодого Гната Хоткевича. Зображений в книжці Г. Хоткевичем Інструменти Українського народу Х. 1930.

## Вшанування
- 25 квітня 2024 року у місті Дергачі провулок Гаршина перейменували на провулок Павла Грушки[1].